# Molières-Glandaz
Molières-Glandaz ist eine Ortschaft und eine Commune déléguée in der französischen Gemeinde Solaure en Diois mit 106 Einwohnern (Stand: 1. Januar 2022) im Département Drôme in der Region Rhône-Alpes. Die Einwohner werden Molièrois genannt.
Sie wurde mit Wirkung vom 1. Januar 2016 mit der früheren Gemeinde Aix-en-Diois fusioniert und zur Commune nouvelle Solaure en Diois in der ebenso neuen Region Auvergne-Rhône-Alpes zusammengelegt. Die Gemeinde Molières-Glandaz gehörte zum Arrondissement Valence und zum Kanton Le Diois.

## Geographie
Molières-Glandaz liegt etwa 32 Kilometer ostsüdöstlich von Valence am Drôme. Die Ortschaft gehört zum Weinbaugebiet Châtillon-en-Diois.

## Bevölkerungsentwicklung
| 1962                       | 1968 | 1975 | 1982 | 1990 | 1999 | 2006 | 2016 |
| -------------------------- | ---- | ---- | ---- | ---- | ---- | ---- | ---- |
| 81                         | 84   | 79   | 100  | 102  | 113  | 117  | 102  |
| Quellen: Cassini und INSEE |      |      |      |      |      |      |      |